# Cephalotes maculatus
Espèce
Synonymes
Cephalotes maculatus, est une espèce de fourmis arboricoles du genre Cephalotes.

## Distribution

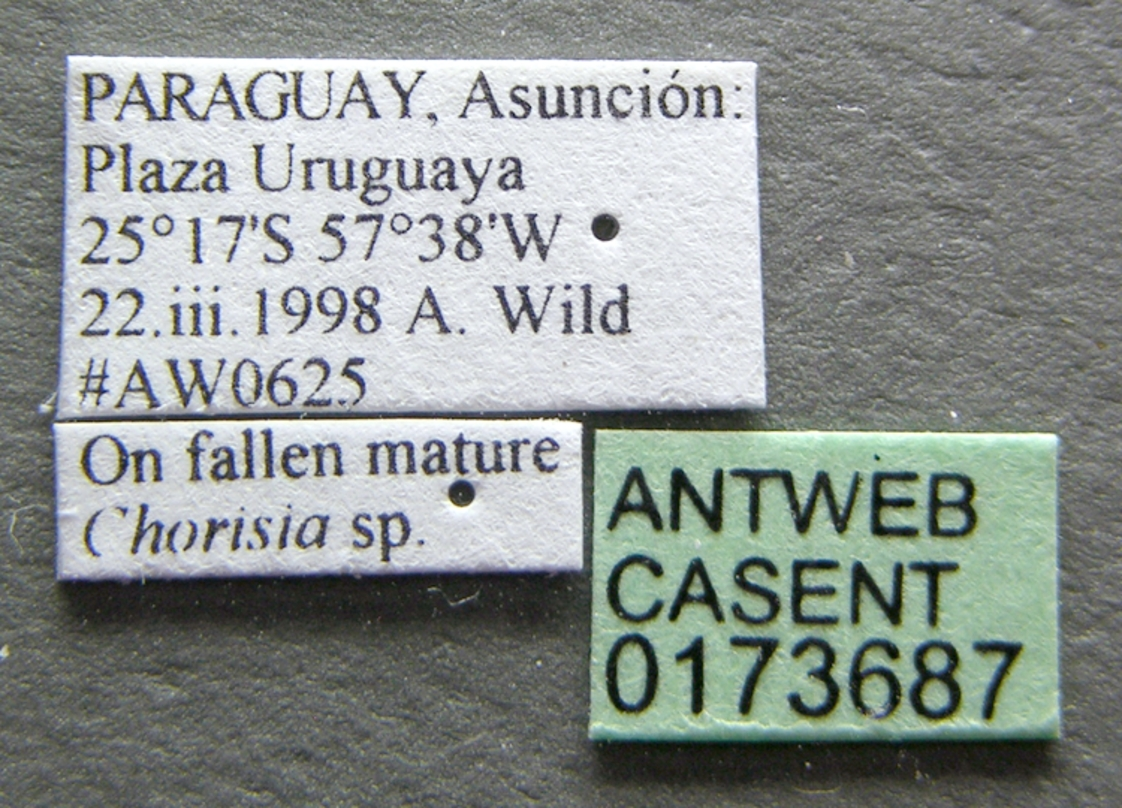
Géolocalisation du berceau de la découverte de Cephalotes maculatus.

Cette espèce est trouvée dans la majeure partie de l'Amérique du Sud et en Amérique centrale, de l'état mexicain du Tamaulipas au nord, jusqu'à la région argentine de Tucuman au sud. C'est une des espèces de Cephalotes couvrant la plus large aire endémique.

## Description

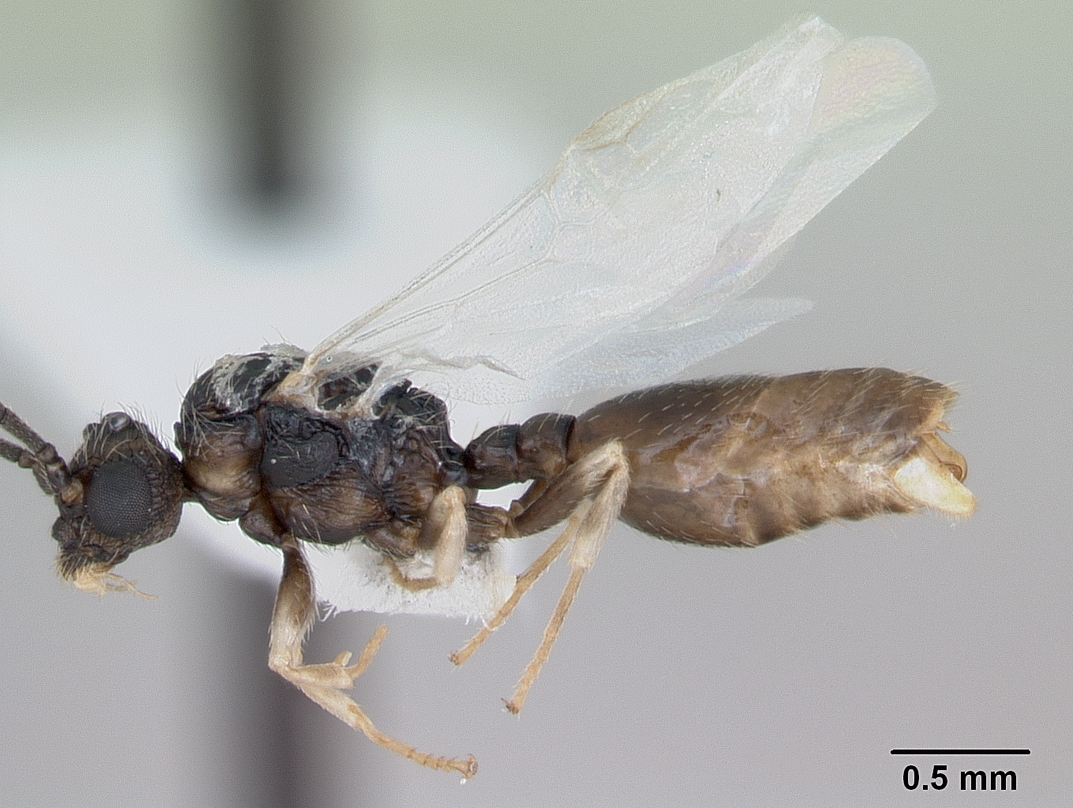
Soldat Cephalotes maculatus de profil.

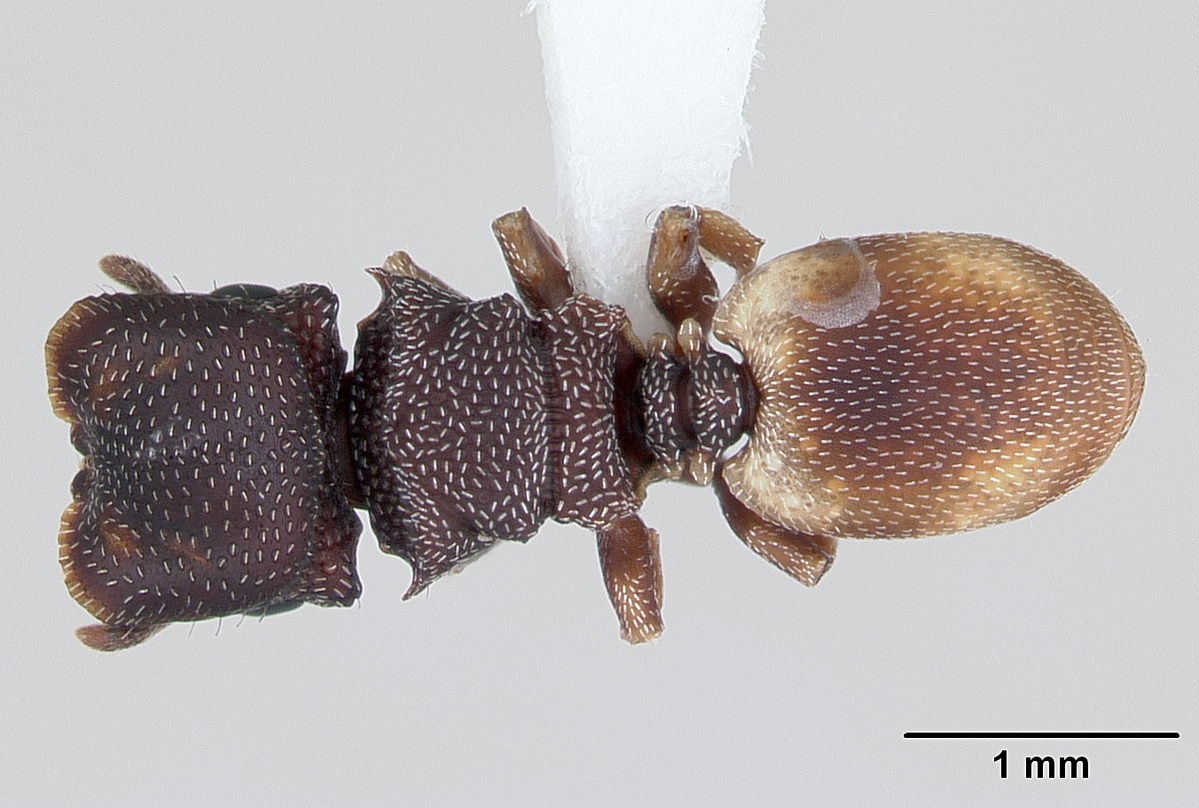
Ouvrière Cephalotes maculatus, vue dorsale.

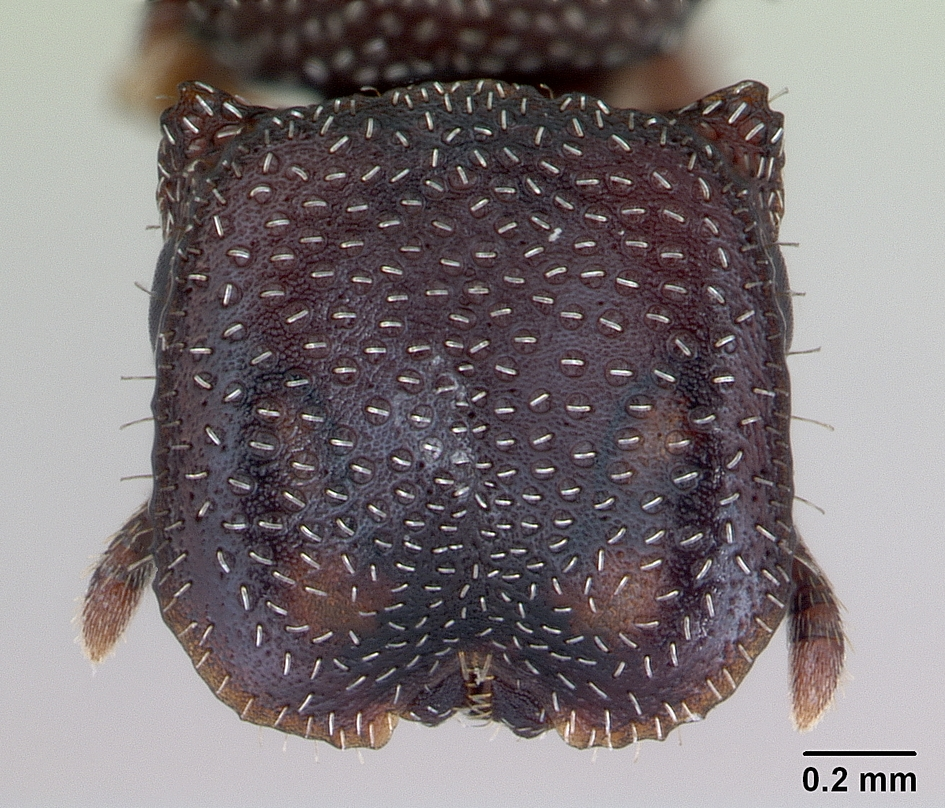
Tête de Cephalotes maculatus.

Comme les autres espèces du genre Cephalotes, elles sont caractérisées par l'existence de soldats spécialisés dotés d'une tête surdimensionnée et plate ainsi que des pattes plus plates et plus larges que leurs cousines terrestres. Elles peuvent ainsi se déplacer d'un arbre à un autre dans une forêt.
Elle fut décrite et classifiée pour la première fois par l'entomologiste britannique Frederick Smith, en 1876.

## Publication originale
Diversity and Adaptation in the Ant Genus Cephalotes Past and Present (Hymenoptera, Formicidae)